# راموچاهازا
راموچاهازا (به مجاری:  Ramocsaháza) یک منطقهٔ مسکونی در مجارستان است که در سابولچ-ساتمار-برگ واقع شده‌است. راموچاهازا ۱۸٫۱۱ کیلومتر مربع مساحت و ۱٬۵۱۷ نفر جمعیت دارد.